# Édith Jéhanne
Édith Jéhanne (* 9. Februar 1899 in Châteauroux, Frankreich, als Édithe Jeanne Cosson; † 14. Juni 1949 in Saint-Briac-sur-Mer, Frankreich) war eine französische Stummfilmschauspielerin der 1920er Jahre.

## Leben und Wirken
Die in Châteauroux im Herzen Frankreichs geborene Édithe Jeanne Cosson, Künstlername Édith Jéhanne, gehört zu den weitgehend vergessenen, einstigen Stummfilmstars ihres Landes. Über ihre Herkunft und ihren Werdegang ist kaum etwas bekannt. 1920 wurde sie von dem Filmregisseur Raymond Bernard entdeckt, als sie die Dreharbeiten zu dessen Film Le Secret de Rosette Lambert besuchte, um ihrer Schwester Sylvia Grey beim Spielen zuzusehen. Infolgedessen wurde auch Édith Jéhanne, die zuvor nicht einmal über Schauspielerfahrungen am Theater verfügt haben soll, vor die Kamera geholt, erregte aber zunächst wenig Aufmerksamkeit.
Als Bernard sie für weitere seiner Inszenierungen verpflichtete, begann ihre Karriere. Vor allem Jéhannes Darstellung der Sophie Novinska in Bernards international beachteter Romanverfilmung Der Schachspieler machte sie über die Grenzen Frankreichs hinaus bekannt. Daraufhin holte der österreichische Starregisseur G. W. Pabst sie für die Titelrolle in Die Liebe der Jeanne Ney im Mai 1927 nach Deutschland. Dieser Film sollte ihre berühmteste Arbeit werden. Nach einer weiteren Hauptrolle in Tarakanova von Raymond Bernard, war 1930 ihre Karriere beendet. Édith Jéhanne verschwand spurlos aus dem Blickfeld der Öffentlichkeit. Was sie in ihren verbleibenden zwanzig Lebensjahren getan hat, ist derzeit nicht geklärt. Édith Jéhanne starb mit gerade einmal 50 Jahren in einem Dorf in der Bretagne nahe Saint-Malo.

## Filmografie
- 1921: Rouletabille chez les bohémiens
- 1922: Triplepatte
- 1924: Das Mirakel der Wölfe (Le miracle des loups)
- 1927: Der Schachspieler (Le joueur d’échecs)
- 1927: Die Liebe der Jeanne Ney
- 1928: Le Perroquet vert
- 1930: Tarakanova, die falsche Zarentochter (Tarakanova)
- 1930: Quand nous étions deux